# Live Bites
Live Bites ist nach der Veröffentlichung von Tokyo Tapes (1978) und World Wide Live (1985) das dritte Livealbum der deutschen Hard-Rock-Band Scorpions. Es wurde im April 1995 veröffentlicht. Je nach Version enthält es neben diversen Live-Aufnahmen auch unterschiedliches neues Studiomaterial.

## Hintergrund
Live Bites ist im Gegensatz zu seinen beiden Vorgängern etwas kleiner angelegt, anstatt Material aus einem Konzert bzw. einem Veranstaltungsort enthält es eine Sammlung diverser Aufnahmen zwischen 1988 und 1994. Des Weiteren schließt das Album mit einigen Studioaufnahmen ab, was dem Album ebenfalls die von den Vorgängern gewohnte Atmosphäre raubt. Zudem ist es auch das kürzeste Livealbum der Gruppe. Aufgenommen wurden die einzelnen Songs in Leningrad (Russland), San Francisco (USA), Mexiko-Stadt (Mexiko), Berlin und München (Deutschland).

## Titelauswahl
War World Wide Live darauf ausgerichtet, lediglich Titel, die seit der Veröffentlichung des ersten Livealbums erschienen sind zu beinhalten und somit keinen Titel "doppelt" zu bieten, so ist dies – bis auf die Ausnahme des Liedes In Trance, das bereits auf Tokyo Tapes zu finden war – auch hier der Fall, jedoch sind zum Teil auch Songs vor der World Wide Live-Zeit 1985 vorhanden, die jedoch vorher auf keinem der beiden zuvor erschienen Live-Alben veröffentlicht wurden.

## Kritik, Verkauf und Auszeichnungen
Das Album erreichte Platz 66 der deutschen Album-Charts. Zudem wurden von dem Album weltweit etwa 3,5 Millionen Einheiten abgesetzt.

## Titelliste

### Nordamerikanische Version
1. Tease Me Please Me – 4:52
2. Is There Anybody There? – 4:08
3. Rhythm of Love – 3:45
4. In Trance – 4:06
5. No Pain No Gain – 4:06
6. When the Smoke Is Going Down – 2:37
7. Living for Tomorrow – 6:55
8. Concerto in V – 3:00
9. Alien Nation – 5:29
10. Crazy World – 5:33
11. Wind of Change – 5:47
12. Edge of Time * - 4:07
13. Heroes Don’t Cry * – 4:32
14. White Dove * – 4:17 (Cover des Songs „Gyöngyhajú lány“ (ungarisch Das Mädchen mit Perlen im Haar) von Omega)

### Internationale Version
1. Tease Me Please Me – 4:52
2. Is There Anybody There? – 4:08
3. Rhythm of Love – 3:45
4. In Trance – 4:06
5. No Pain No Gain – 4:06
6. When the Smoke Is Going Down – 2:37
7. Ave Maria No Morro – 3:15
8. Living for Tomorrow – 6:55
9. Concerto in V – 3:00
10. Alien Nation – 5:29
11. Hit Between the Eyes – 4:08
12. Crazy World – 5:33
13. Wind of Change – 5:47
14. Heroes Don’t Cry * – 4:32
15. White Dove * – 4:17 (cover Omega song "Gyöngyhajú lány")

Bei den mit *) gekennzeichneten Titeln handelt es sich um Studio-Tracks.